# Горлиця мала

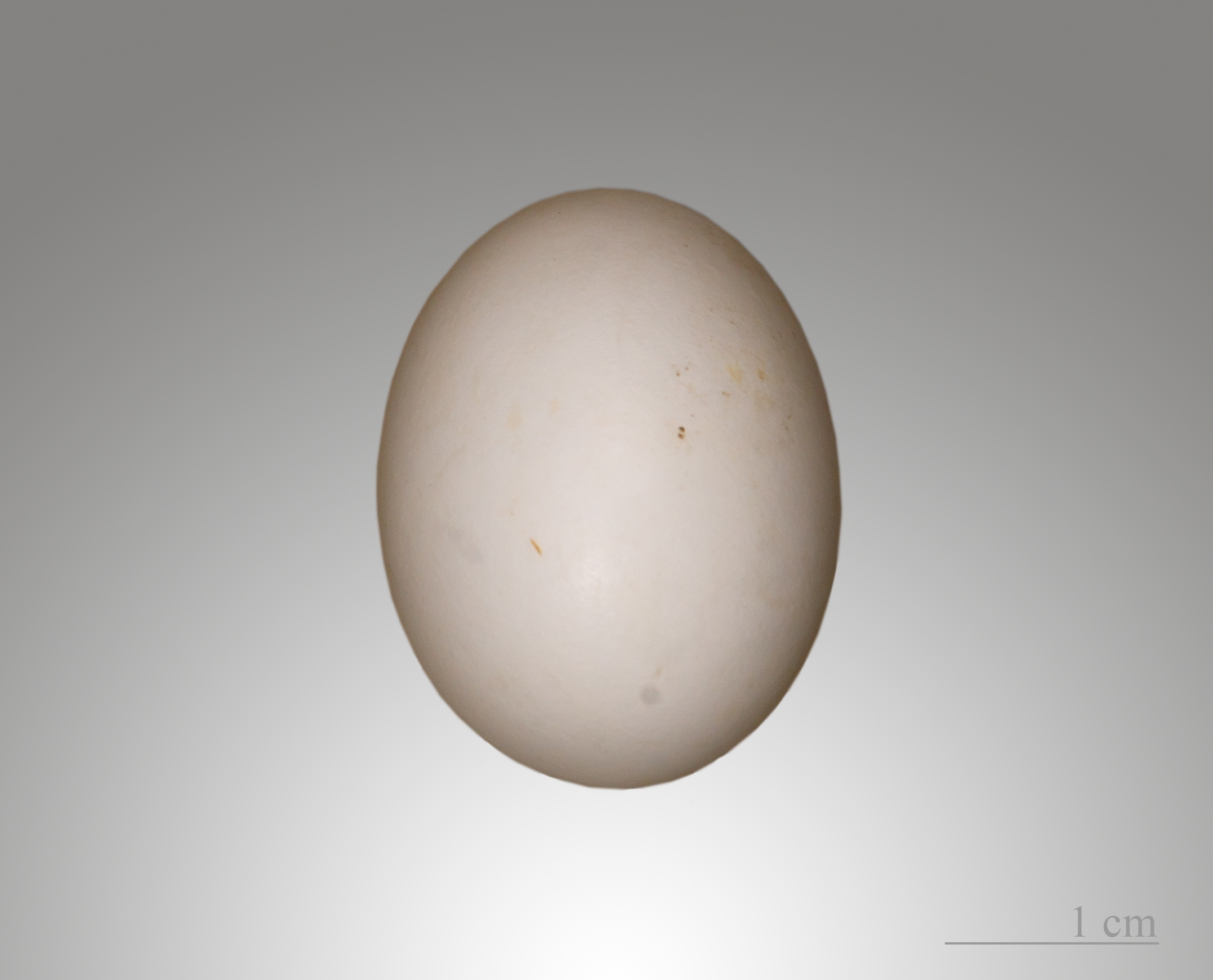
Streptopelia Senegalensis

Горлиця мала (Streptopelia senegalensis) — вид птахів родини голубових (Columbidae), що мешкає в тропічній Африці на південь від Сахари, на Близькому Сході, в Середній Азії і східній Індії та в західній Австралії.
Мала горлиця — досить невеликий птах розміром 26 — 29 см з довгим хвостом, довжина крил від 12,4 до 14,4 см, розмах від 40 до 43 см. Маса дорослої особини становить від 90 до 130 г. Вона має червонувато-коричневе забарвлення з сизо-сірим відливом на крилах і на хвості. Голова і живіт світліші, ніж решта всього тіла, на шиї є темні плями. Лапки у малої горлиці червоні. Статевий диморфізм не виражений — самці зовні майже не відрізняються від самок. Молоді особини мають червонуватий відтінок, на відміну від дорослих, а також жовті очі і червонуватий дзьоб з яскраво вираженою восковицею. У дорослих птахів дзьоб і очі сірого кольору.
Воркування малої горлиці нагадує сміх, звідси і англійська назва птаха: «голуб, що сміється» (англ. Laughing Dove).
Живиться мала горлиця зерном, насінням, бруньками, дрібними комахами.